# Грюканов Сергій Володимирович
Сергі́й Володи́мирович Грюка́нов  — старший лейтенант Збройних сил України.

## З життєпису
Мобілізований, командир взводу, 93-я бригада.
20 липня 2014 року його загін проводив розвідку території в Горлівському районі, помітили палаючий БМП, коли наблизилися до нього, навколо них почали вибухати міни — загін закидали «мирні жителі Донбасу». Грюканов поранений від розриву міни — струс мозку, контузія, баротравма.

## Нагороди
14 листопада 2014 року за особисту мужність і героїзм, виявлені у захисті державного суверенітету та територіальної цілісності України, вірність військовій присязі під час російсько-української війни, відзначений — нагороджений орденом Богдана Хмельницького ІІІ ступеня.